# 올레샤 포르셰바
올레샤 알렉산드로브나 포르셰바(러시아어: Олеся Александровна Форшева, 1979년 7월 8일 ~ )는 러시아의 육상 선수이다.
니즈니타길 출신으로 400m를 전문적으로 활약한 포르셰바는 2004년 세계 실내 선수권 대회에서 은메달을 땄다.
추가로 1600m 릴레이 종목의 아테네 올림픽 은메달과 2005년 세계 육상 선수권 대회 금메달을 획득하였다.
2006년 모스크바에서 열린 세계 실내 선수권 대회에서는 50.04초의 기록과 400m를 우승하고, 릴레이에서 또 하나의 우승을 거두기도 하였다.

## 개인 전력
- 500m - 66.31초(2006) = 실내, 세계 기록
- 400m - 50.04초(2006) = 실내, 50.19초 = 실외
- 200m - 23.09초(2005)